# لو ژیاکیانگ
لو ژیاکیانگ (انگلیسی: Lu Zhiqiang؛ زادهٔ ۱۹۵۲) کارآفرین و سرمایه‌دار اهل چین است، که در سال ۲۰۰۵ گروه چاینا اوشنواید را تأسیس کرد.